# Istospolna zajednica
Istopolna zajednica je neformalno ili zakonski priznato partnerstvo između osoba u istopolnom paru. U različitim državama razlikuju se prava, obaveze i uzajamne beneficije para, koje se dobivaju registriranjem zajednice. Istopolne zajednice u zakonima različitih država postoje pod različitim imenima, najčešće kao: građanske zajednice (eng. civil union), registrirana partnerstva (eng. registrated partnership), zajednička kućanstva ili partnerska kućanstva (domestic partnership) i registrirane ili neregistrirane kohabitacije. Od početka 21. stoljeća sve više država ozakonjuje i istospolne brakove.
Iako se ideja o zakonskom priznavanju istospolnih zajednica pojavljuje kroz povijest, tek je krajem 20. stoljeća započeta intenzivna politička debata u vezi priznavanja istospolnih zajednica, i zakonskih rješenja istih. Velik dio (sekularnih) država ima na neki način uređen odnos za izvanbračnu zajednicu kojoj se dodjeljuju neka bračna prava. U zemljama koje nisu pravno uredile status istospolnih zajednica, iste nisu registrirane te se u slučaju nekog spora ili traženja moraju dokazati pred sudom. Za istospolne zajednice mogućnost uživanja istog statusa kao i kod izvanbračne zajednice prva je uvela Nizozemska još 1979. godine, što je deset godina prije nego što je Danska postala prva zemlja na svijetu koja je registirala istospolnu zajednicu i priznala joj status civilne unije. Hrvatska je 2003. godine Zakonom o istospolnim zajednicama priznala i dozvolila istospolne zajednice kao oblik neregistrirane kohabitacije, da bi 2014. dozvolila i registrirana, odnosno životna partnerstva preko Zakona o životnom partnerstvu osoba istog spola.

## Osnovni oblici
Građanska zajednica (poznata i po francuskom pravnom pojmu: PACS - Pacte civil de solidarité, eng. Civil Union) - je pravni partnerski ugovor između dviju osoba. Građanska partnerstva su alternativna rješenja braku i omogućavaju uglavnom ista prava iz bračnih zajednica. Neke liberalne političke struje, najviše u Italiji (Radikalna stranka), Švedskoj (Feministička stranka) zalažu se da jedini oblik zajednice koji država treba priznati jest građanska zajednica, a da se brak tretira isključivo kao tradicionalna i religijska zajednica kojoj se prava tek mogu dodijeliti stupanjem i u građansku uniju kao zajednicu dviju osoba. U Ujedinjenom Kraljevstvu građanska zajednica, primjerice, dozvoljava se samo istospolnoj zajednici.
Registrirano partnerstvo je jedan od nekoliko naziva za vrstu građanske zajednice koji je sličan braku, ali se razlikuje od braka uglavnom po nizu bračnih prava. Registirano partnerstvo uvodi se isključivo kao način da istospolne zajednice dođu do nekih (ili svih) bračnih prava, od priznavanja (registracije), do ostalih pravnih i socijalnih uživanja. Termin se uvodi i najčešće nalazi u nazivima za skandinavske istospolne zajednice
Brak je životna zajednica dviju osoba (većinom ograničeno na vezu žene i muškarca), a u nekim zemljama i osoba istog spola, koja ima sociološke, kulturne, vjerske i pravne posljedice. Osnovna funkcija braka je osnivanje obitelji i stvaranje potomaka.

## Aktivizam LGBT građanskih udruga
Krjanji cilj aktivista i boraca za prava spolnih manjina jest priznavanje istospolnog braka, ali je važno spomenuti da i registrirana partnerstva mogu pružati identična prava koja uživaju heteroseksualni bračni parovi, ali pod drugačijim nazivom. Tradicionalno su lijeve političke opcije te koje su pokrenule cijeli proces priznavanja istospolnih zajednica, iako se i to mijenja pa se sve češće podrška može čuti iz redova desnih konzervativnih opcija. U mnogim zapadnoeuropskim zemljama problem nije u samom zakonskom priznavanju koliko u imenu istospolnih zajednica, gdje se argumentira da je brak tradicionalna zajednica žene i muškarca, i da bi istospolni parovi trebali biti zadovoljni identičnim pravima pod drugačijim imenom. 
Posvajanje djece i roditeljstvo od strane istospolnih zajednica je još uvijek puno kontroverznija tema od samog zakonskog priznavanja zajednica, iako se i na tom području primjećuju značajne promjene u stavovima.
Hrvatske su grupe "Kontra" i "Iskorak" predložile Saboru "Zakon o registiranom partnerstvu", koji je odbijen saborskom većinom u prvoj polovini 2006. godine. Iako naziv prijedloga je sadržavao "registirano partnerstvo", radilo se o prijedlogu za građansku zajednicu, jer je prijedlog sadržavao registraciju i heteroseksualnih zajednica. Taj prijedlog zakona nije uključivao pitanje posvajanja djece, osim prava na posvajanje patnerovih/partneričinih. U lipnju 2014. Vlada je prihvatila konačni prijedlog Zakona o životnom partnerstvu osoba istog spola, koji je 15. srpnja 2014. donesen većinom glasova u Hrvatskom saboru.

## Pravni status

### Pravni status u Europi
Godine 2024. 34 države (vidjeti tablicu) u Europi zakonski priznaju neki oblik istospolnih zajednica koja variraju od istospolnog braka do različitih oblika registriranih partnerstva, i neregistriranih kohabitacija. Prva zemlja u Europi i svijetu koja je legalizirala registrirana partnerstva za istospolne zajednice je bila Danska 1989. godine, a kasnije je legalizirala i istospolni brak. Prva zemlja u Europi i svijetu koja je legalizirala istospolni brak je bila Nizozemska 2001.

#### Trenutačno stanje
Stanje u Europi 2024. godine izgleda ovako:
| Status                                                             | Država                 | Godina priznavanja | Članstvo u EU |
| ------------------------------------------------------------------ | ---------------------- | ------------------ | ------------- |
| Istospolni brak (21 država)                                        | Andora                 | 2023.              | NE            |
| Istospolni brak (21 država)                                        | Austrija               | 2019.              | U redu        |
| Istospolni brak (21 država)                                        | Belgija                | 2003.              | U redu        |
| Istospolni brak (21 država)                                        | Danska                 | 2012.              | U redu        |
| Istospolni brak (21 država)                                        | Estonija               | 2024.              | U redu        |
| Istospolni brak (21 država)                                        | Finska                 | 2017.              | U redu        |
| Istospolni brak (21 država)                                        | Francuska              | 2013.              | U redu        |
| Istospolni brak (21 država)                                        | Grčka                  | 2024.              | U redu        |
| Istospolni brak (21 država)                                        | Island                 | 2011.              | NE            |
| Istospolni brak (21 država)                                        | Irska                  | 2015.              | U redu        |
| Istospolni brak (21 država)                                        | Luksemburg             | 2015.              | NE            |
| Istospolni brak (21 država)                                        | Malta                  | 2017.              | NE            |
| Istospolni brak (21 država)                                        | Nizozemska             | 2001.              | U redu        |
| Istospolni brak (21 država)                                        | Norveška               | 2009.              | NE            |
| Istospolni brak (21 država)                                        | Njemačka               | 2017.              | U redu        |
| Istospolni brak (21 država)                                        | Portugal               | 2010.              | U redu        |
| Istospolni brak (21 država)                                        | Slovenija              | 2022.              | U redu        |
| Istospolni brak (21 država)                                        | Španjolska             | 2005.              | U redu        |
| Istospolni brak (21 država)                                        | Švedska                | 2009.              | U redu        |
| Istospolni brak (21 država)                                        | Švicarska              | 2022.              | U redu        |
| Istospolni brak (21 država)                                        | Ujedinjeno Kraljevstvo | 2014. (SI 2020.)   | NE            |
| Istospolne zajednice s različitim zakonskim rješenjima (11 država) | Cipar                  | 2015.              | U redu        |
| Istospolne zajednice s različitim zakonskim rješenjima (11 država) | Crna Gora              | 2021.              | NE            |
| Istospolne zajednice s različitim zakonskim rješenjima (11 država) | Češka                  | 2006.              | U redu        |
| Istospolne zajednice s različitim zakonskim rješenjima (11 država) | Grenland               | 1996.              | NE            |
| Istospolne zajednice s različitim zakonskim rješenjima (11 država) | Hrvatska               | 2014.              | U redu        |
| Istospolne zajednice s različitim zakonskim rješenjima (11 država) | Italija                | 2016.              | U redu        |
| Istospolne zajednice s različitim zakonskim rješenjima (11 država) | Latvija                | 2022.              | U redu        |
| Istospolne zajednice s različitim zakonskim rješenjima (11 država) | Lihtenštajn            | 2011.              | NE            |
| Istospolne zajednice s različitim zakonskim rješenjima (11 država) | Mađarska               | 2009.              | U redu        |
| Istospolne zajednice s različitim zakonskim rješenjima (11 država) | Monako                 | 2020.              | NE            |
| Istospolne zajednice s različitim zakonskim rješenjima (11 država) | San Marino             | 2019.              | NE            |
| Neregistrirano partnerstvo (2 države)                              | Poljska                | 2012.              | U redu        |
| Neregistrirano partnerstvo (2 države)                              | Slovačka               | 2018.              | U redu        |
| Istospolne zajednice nisu priznate (18 država)                     | Albanija               | —                  | NE            |
| Istospolne zajednice nisu priznate (18 država)                     | Armenija               | —                  | NE            |
| Istospolne zajednice nisu priznate (18 država)                     | Azerbajdžan            | —                  | NE            |
| Istospolne zajednice nisu priznate (18 država)                     | Bjelorusija            | —                  | NE            |
| Istospolne zajednice nisu priznate (18 država)                     | Bosna i Hercegovina    | —                  | NE            |
| Istospolne zajednice nisu priznate (18 država)                     | Bugarska               | —                  | U redu        |
| Istospolne zajednice nisu priznate (18 država)                     | Gruzija                | —                  | NE            |
| Istospolne zajednice nisu priznate (18 država)                     | Kazahstan              | —                  | NE            |
| Istospolne zajednice nisu priznate (18 država)                     | Kosovo                 | —                  | NE            |
| Istospolne zajednice nisu priznate (18 država)                     | Litva                  | —                  | U redu        |
| Istospolne zajednice nisu priznate (18 država)                     | Makedonija             | —                  | NE            |
| Istospolne zajednice nisu priznate (18 država)                     | Moldavija              | —                  | NE            |
| Istospolne zajednice nisu priznate (18 država)                     | Rumunjska              | —                  | U redu        |
| Istospolne zajednice nisu priznate (18 država)                     | Rusija                 | —                  | NE            |
| Istospolne zajednice nisu priznate (18 država)                     | Srbija                 | —                  | NE            |
| Istospolne zajednice nisu priznate (18 država)                     | Turska                 | —                  | NE            |
| Istospolne zajednice nisu priznate (18 država)                     | Ukrajina               | —                  | NE            |
| Istospolne zajednice nisu priznate (18 država)                     | Vatikan                | —                  | NE            |

## Vanjske poveznice
- Narodne novine.hr – Zakon o istospolnim zajednicama
- Zakon.hr – Zakon o životnom partnerstvu osoba istog spola